# Aba-Novák Vilmos

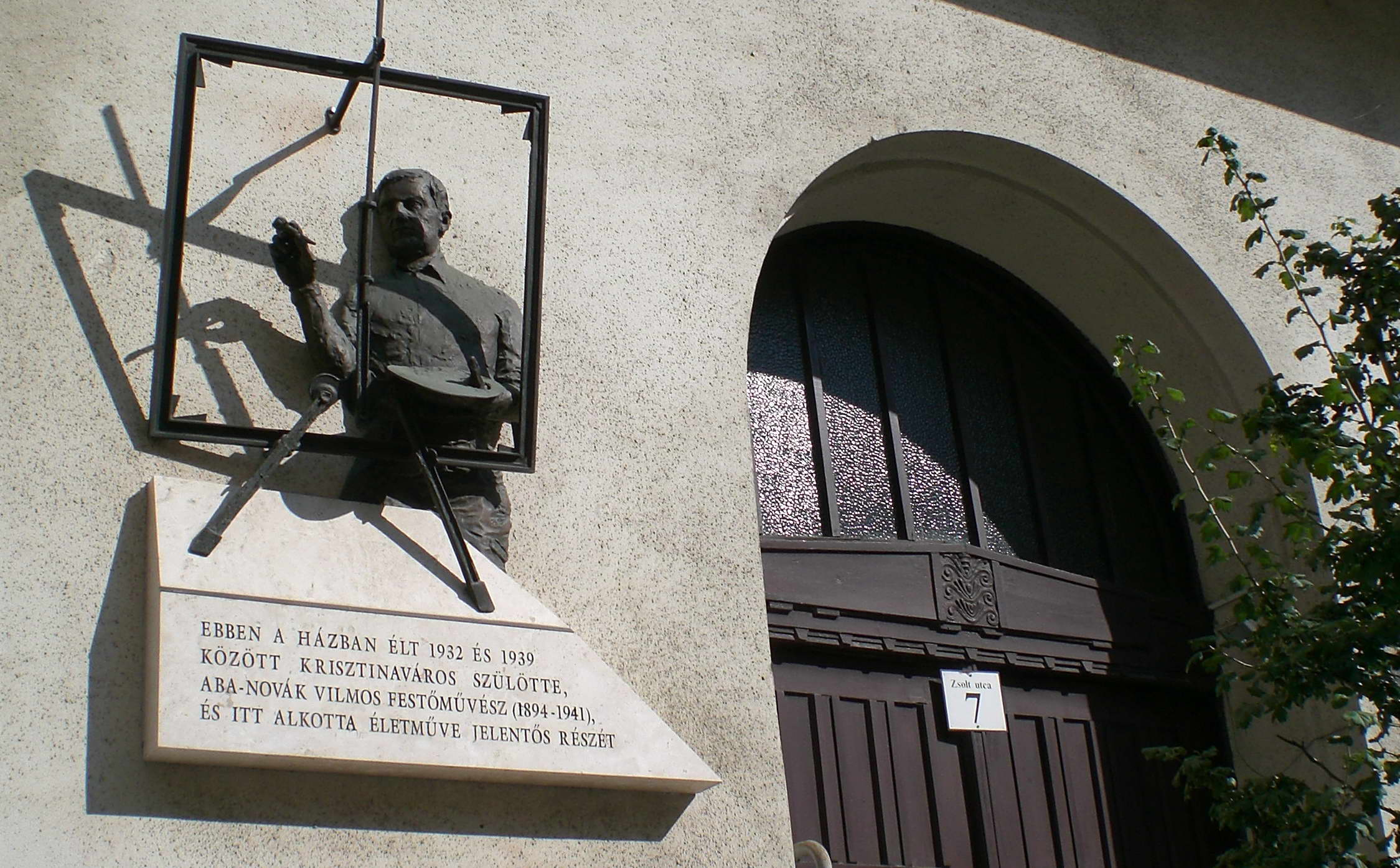
Aba-Novák budapesti otthona
és emléktáblája: Zsolt utca 7.
Paulikovics Iván alkotása

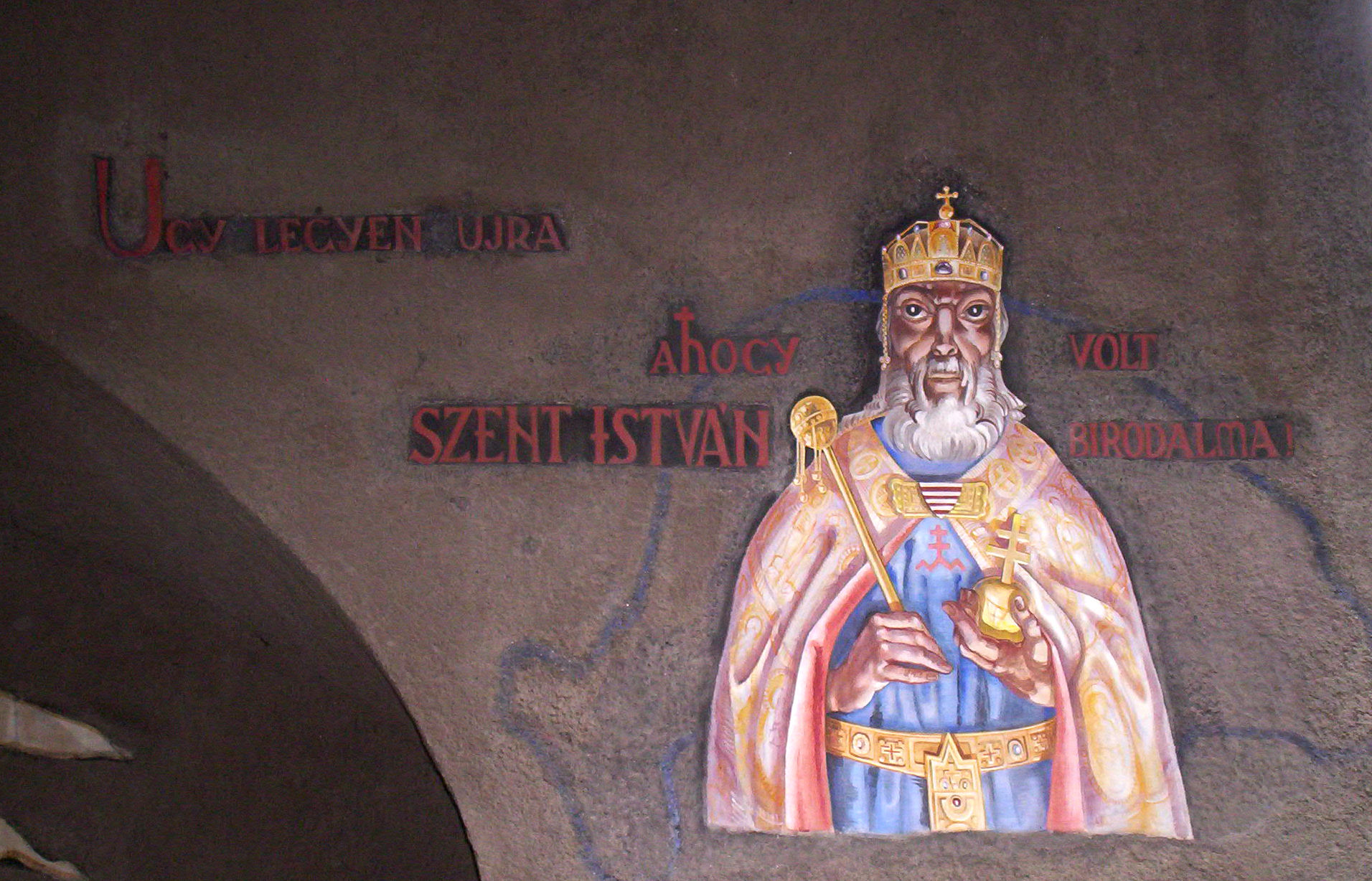
Szent István. Hősök kapuja, Szeged

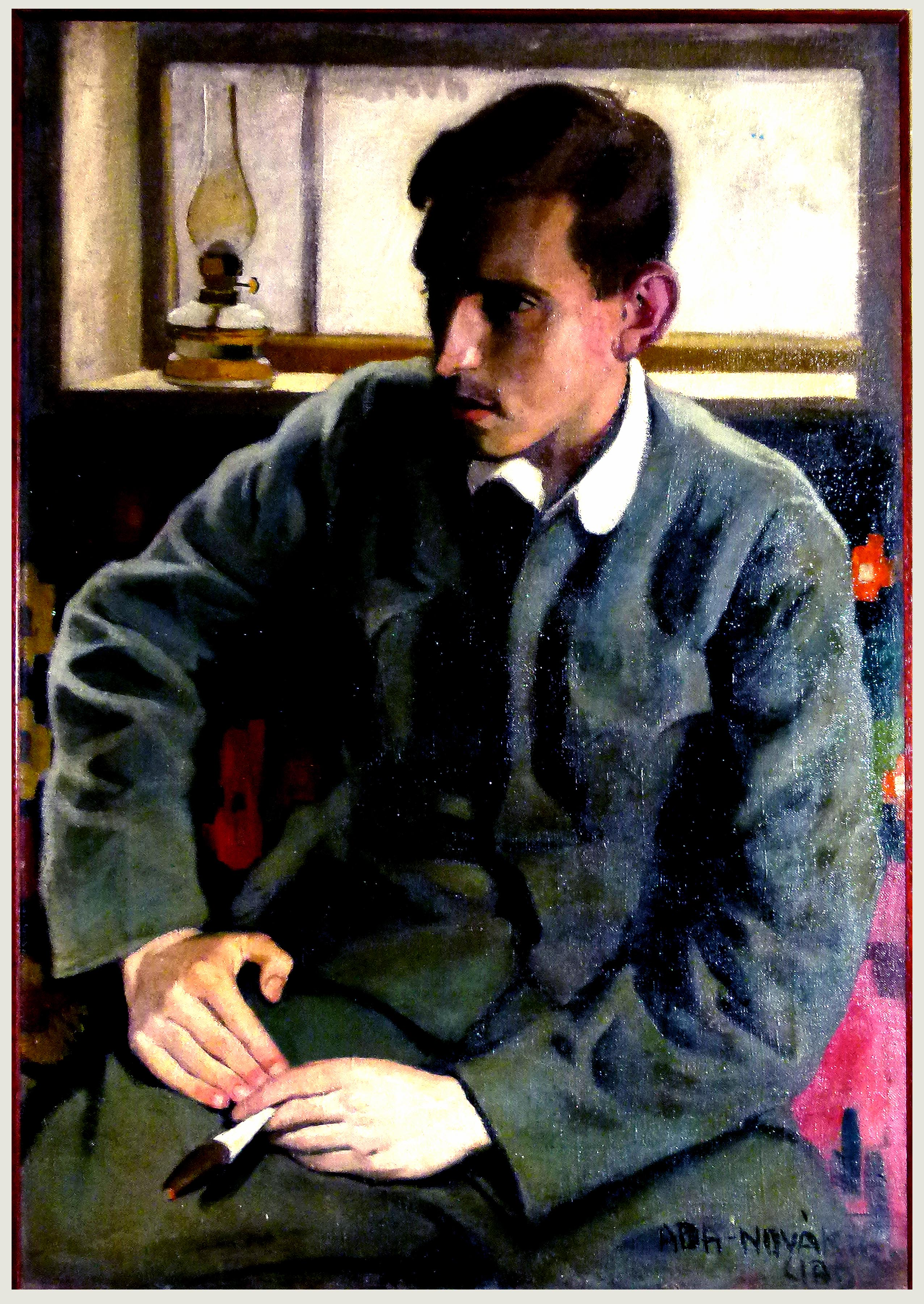
Aba-Novák Vilmos: Férfiképmás

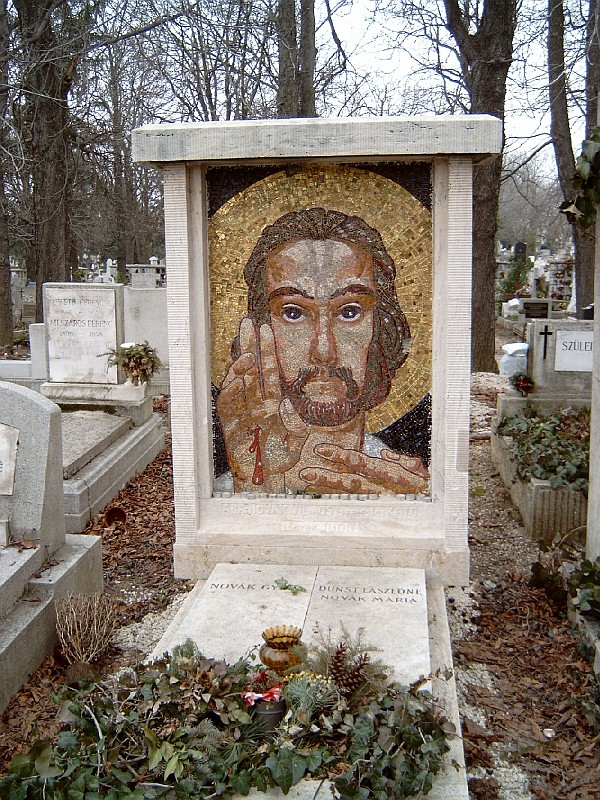
Aba-Novák Vilmos síremléke (Percz Jenő József), Farkasréti temető

Aba-Novák Vilmos (1912-ig Novák Vilmos) (Budapest, 1894. március 15. – Budapest, 1941. szeptember 29.) magyar festő, grafikus, a modern magyar festészet egyik legeredetibb és legvitatottabb tehetsége. 1912–14 között a budapesti Képzőművészeti Főiskolán tanult, majd dolgozott a szolnoki művésztelepen és Nagybányán. 1928–30-ig a Római Magyar Akadémia ösztöndíjasa, 1939-től a budapesti Képzőművészeti Főiskola tanára.
Mint freskófestő számos állami és egyházi megbízást teljesített (például: a szegedi Hősök kapuja, székesfehérvári Szent István-mauzóleum szekkói), vagy a  jászszentandrási római katolikus templom freskói, amelyekre a megbízást Chiovini Ferenc kapta és kérte fel társául Aba-Novák Vilmost.  1937-ben elnyerte a párizsi világkiállítás, 1940-ben a XXII. velencei biennálé nagydíját. A párizsi kiállításon képeit meglátva Pablo Picasso ezt kérdezte: „Ki ez a barbár zseni?”
Késői temperafestményeit virtuóz stílusa magába olvasztotta az expresszionizmus és az olasz novecento formanyelvének elemeit. Harsány színekkel festett, monumentális ihletettségű, dinamikus kompozíciók jellemzik; kedvelt témája volt a falusi vásár és a cirkusz világa. Bravúros technikával idézte fel – karikaturisztikus elemeket sem nélkülözve – az alföldi nép életét. Képeit a Magyar Nemzeti Galéria és más közgyűjtemények mellett számos magángyűjteményben őrzik.

## Élete
Édesapja a cseh-magyar származású Novák Gyula, vasútmérnök, édesanyja a bécsi születésű Waginger Róza volt. Eredeti teljes neve: Novák Vilmos József Zsigmond. Testvérei: Novák Gyula és Novák Mária. Kisgyerekkorát a Krisztinavárosban élte, már korán kezdett járni az ócskapiacra, ahol rajzeszközöket vásárolt.
1912-ben érettségizett a budapesti Toldi reálgimnáziumban, ezt követően a Képzőművészeti Főiskolán Révész Imre tanítványa lett. Tizennyolc éves rajztanárnövendékként felvette az Aba előnevet. 1913 nyarán a Szolnoki művésztelepen Fényes Adolftól olajfestést tanult. Alig megkezdett tanulmányait megszakította a háború, 1914 októberében bevonult a 29. honvédezredbe.
1915. május végén a tábori ezredhez bevonultam mint hadapródjelölt őrmester Galíciába … a Lemberg környéki harcokban vettem volt részt – írja.
Számos kitüntetésben részesült, azonban a háborút – naplója tanúsága szerint – teljesen értelmetlennek, művészi ambíciói gátlójának tartotta. Megsebesült, jobb karja hosszú ideig béna maradt, közép- és felsőfokú rajztanári oklevelét mint szabadságos katona szerezte meg, 1918-ban. Ugyanebben az évben kitüntetésekkel szerelt le, majd egy évig a József Nádor Műegyetem kisegítő tanársegéde volt. Ősztől pedig Patkó Károllyal és Korb Erzsébettel Berény Róbert Városmajor utcai műtermében dolgoztak. Kora fiatalságától kezdve tudatosan készült festőnek.
1922 tavaszától három éven át Olgyai Viktor grafikai műtermének növendéke volt. Első grafikai kiállítása 1922 szeptemberében, az Ernst Múzeumban nyílt meg.
1923-tól a Magyar Rézkarcoló Művészek Egyesületének tagja lett. A következő évben részt vett a Képzőművészek Új Társaságának (KÚT) első Ernst Múzeumbeli csoportkiállításán. Ez évben vásárolta meg a Szépművészeti Múzeum Fahordás című olajképét.
1925-ben feleségével, modelljével: Katóval Zugligetbe költözött, nyáron Patkó Károllyal Felsőbányán festett. Elnyerte a Szinyei Merse Pál Társaság ötmillió koronás külföldi utazási díját. 1926-ban, a Nemzeti Szalonbeli első Tavaszi Tárlaton kiállított, s Savonarola című rézkarcával a Szinyei Merse Pál Társaság grafikai nagydíját nyerte el. Májusban külföldi utazást rendezett, Velence-Verona-Milánó-Bern-Párizs útvonalon. Nyáron Felsőbányán festett.
1927 februárjában rendezte harmadik gyűjteményes kiállítását az Ernst Múzeumban. Tagja lett a Képzőművészek Új Társaságának (KÚT). Grafikákkal vett részt a firenzei, varsói, poznani, krakkói, stockholmi magyar kiállításokon. Fonó Lajossal társulva Norma néven festőeszköz-készítő üzemet létesített, nyáron pedig a Somogy vármegyei Igalon és Törökkoppányban festett.
1928-ban a Szinyei Merse Pál Társaság tagjai közé választotta, és a Belvárosi Képzőművészeti Szabadiskola tanára lett. Átköltöztek a budai Margit körút 54.-be. Ettől az évtől kezdve minden alkalommal szerepelt a velencei biennálén. A Munkácsy-céh tagja lett. Megszületett Judit lánya, nyáron pedig ismét Igalon festett.
1929–30-ban 14 hónapon át a római Magyar Akadémia ösztöndíjasa volt. A The Print Club of Philadelphia (USA) kiállította grafikáit.
1930-tól állandóan visszatért a Szolnoki művésztelepre. Sok zsáner- és tájképet festett. Először szerepelt a Tamás Galériában. 1930–1937 között képzőművészeti magániskolát vezetett.
1931-ben az Ernst Múzeumban mutatta be a Rómában festett anyagát. Gyűjteményes kiállításokat rendezett Milánóban, Genovában, Bergamóban, Triesztben. Szerepelt a Pittsburgh-ban és New Yorkban. A Búcsúsok kompátkelése a Tiszán című képét megvásárolta a New York-i Museum of Modern Art. Részt vett a római ösztöndíjasok első csoportkiállításán. Elkészítette a szegedi Dömötör-torony al secco képeit.
1932-ben a padovai Egyházművészeti Kiállításon aranyérmet, a budapesti Fränkel Szalonban kiállított Árvíz című képe pedig fővárosi nagydíjat kapott.
1933 nyarán készültek el a jászszentandrási római katolikus templom al secco faliképei. 1934-ben Londonban állított ki, valamint részt vett a II. Mostra Internazionale d'Arte Sacra kiállításon. Ebben az évben alapította meg az Amerikai-Magyar Művészeti Akadémiát.
1935-ben Iványi-Grünwald Bélával amerikai kiállításai voltak. 1936 a szegedi Hősök Kapuja festményeinek születési éve (Stefán Henrikkel, Patay Mihállyal és Rozs Jánossal). Abban az évben szerepelt Chicagóban és gyűjteményes kiállítást rendezett a Fränkel Galériában. A III. Milánói Triennálén A magyar munka apoteózisa című képe szerepelt.
Az 1937. év a Párizsi Világkiállítás Grand Prix-jét hozta a Francia–magyar történelmi kapcsolatok című pannója révén. (A pannó ma Székesfehérváron, a Csók István Képtárban van elhelyezve, s évente legalább egy időszaki kiállítás alkalmával megtekinthető. Az időpontokról tanácsos előre tájékozódni.) Átköltözött a Zsolt u. 7. sz. házba. Bécsben Vindobona-díjat, Chicagóban Watson F. Blair díjat nyert.
1938. február 28-án Öncélú és alkalmazott művészet címmel előadást tartott. Májusban elkészültek a Városmajori templom mennyezetfreskói. A Műcsarnokbeli Szent István Emlékkiállítás alkalmával 3000 pengős első díjat kapott és megbízást a pannonhalmi emlékkápolna kifestésére.
1939-től a Képzőművészeti Főiskola alakrajztanára lett. Kitüntetették a Corvin-koszorúval. A székesfehérvári Szent István-mauzóleum falképei elkészültek. New Yorkban is szerepelt kiállításon.
1939-ben festett egy Lengyel–magyar barátság – Pannósorozat a varsói magyar kiállítás előcsarnokához című festményt.
1940-ben betegség támadta meg. Elkészült a Zuhany utcai műtermes háza. Megkapta a XXII. velencei biennále nagydíját. Mellékoltárkép-vázlatot készített a csornai templomhoz. 1940–41-ben a székesfehérvári városháza lépcsőházi falképein (50 m²) dolgozott.
1941-ben a Nemzeti Szalonban falképtervekkel szerepelt a Magyar Egyházművészeti Kiállításon. Szeptember 29-én, 47 évesen hunyt el Budapesten gyomorrákban. Sírja a Farkasréti temetőben található.

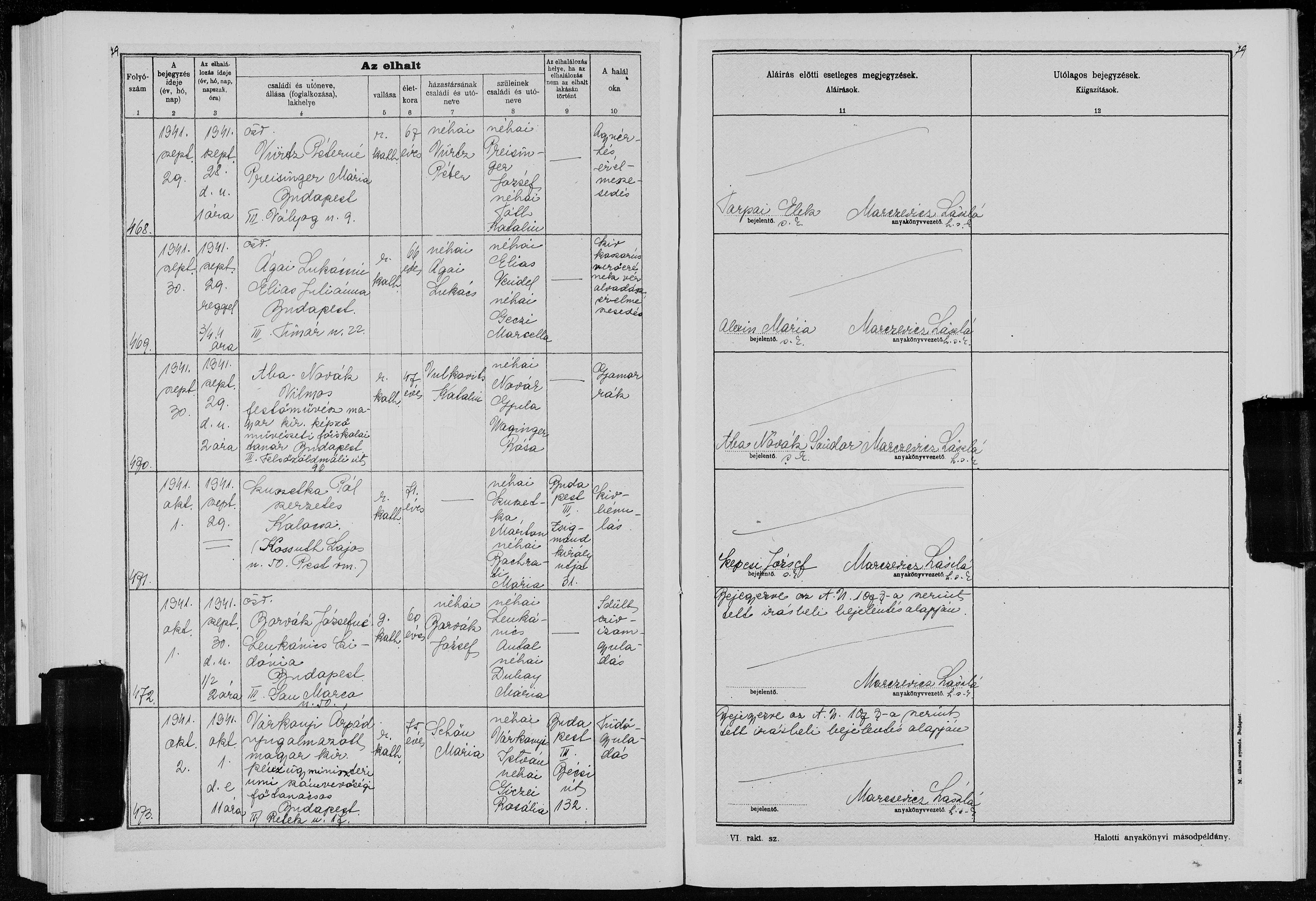
470. bejegyzés: Aba-Novák Vilmos halotti anyakönyvi kivonata

1942. március 8-án nyílt meg 29. emlékkiállítása a Nemzeti Szalonban.

## Művészete
A római iskola legdinamikusabb, legtermékenyebb alkotója a két világháború közti Magyarországon. Kiváló kompozícióteremtő képességgel monumentalitásra törekvő stílusban adott elő.

## Helye a magyarországi művészettörténetben
Az expresszionizmus és az olasz novecento formanyelvét magába olvasztó, harsány plakátszerű alkotásainak kedvelt témája a vásár és a cirkusz világa volt.
Festészetének legvonzóbb értéke a dinamikus, erőteljes ábrázolókészség. Késői temperafestményei virtuóz technikával és tarka színekkel idézik az alföldi nép életét, jellemző szándékuk néha a karikatúra határát súrolja. Fahordás, Bányaváros, Szt. Ferenc madaraknak prédikál, Térzene, Szicíliai régi város című képeit a Magyar Nemzeti Galériában őrzik. Mozgalmas rézkarcait főleg fiatalabb korában készítette.
Jelentős műveket alkotott mint falfestő is. Székesfehérvárott történelmi faliképet készített, Pannonhalmán az István Kápolna freskóihoz kezdett hozzá.
Az 1930-as évekre tehető a legtöbb freskó készítése, többek közt, a pécsi temetőkápolna, a sikondai és csornai templomok faliképei, a városmajori templom mennyezeti és szentélyképei. Valamint a jászszentandrási római katolikus templom freskója, és a szegedi Hősök kapuja is ez idő tájt készült.

## Kiállítások
- 1922, Ernst Múzeum, Budapest
- 1924, Ernst Múzeum, a KÚT-csoport kiállításán
- 1926, Nemzeti Szalon, első Tavaszi Tárlat
- 1927, Ernst Múzeum, harmadik gyűjteményes kiállítása
- 1928, velencei biennálé
- 1929, The Print Club of Philadelphia
- 1930, Tamás Galéria (kollektív)
- 1931, Milánó, Genova, Bergamo, Trieszt, Gyűjteményes k.
- 1931, Ernst Múzeum, római festményei
- 1931, Pittsburgh, Carnegie Institute of Fine Art
- 1931, New York, Silberman Galeries
- 1932, Padova, Egyházművészeti Kiállítás
- 1932, Budapest, Fränkel Szalon
- 1934, London, Knoedler Gallery
- 1934, Róma, II. Mostra Internazionale d'Arte Sacra
- 1935, New York, Silberman Galéria
- 1935, Pittsburgh, Carnegie Institute
- 1936, Chicago, Institute of Art
- 1936, Fränkel Szalon (gyűjteményes k.)
- 1936, III. Milánói Triennálé
- 1937, Párizsi Világkiállítás
- 1937, Bécs, Magyar Kiállítás (kollektív)
- 1937, Chicago, Institute of Art
- 1937, Nemzeti Szalon, Nemzeti Képzőművészeti Kiállítás
- 1937, Nemzeti Szalon, Modern Momumentáli Művészet K.
- 1938, Műcsarnok, Szent István Emlékkiállítás
- 1938, Pittsburgh, Carnegie Institute
- 1939, New York, Delphic Studios, Modern Hungarian Painting
- 1940, XXII. velencei biennále
- 1941, Nemzeti Szalon, Magyar Egyházművészeti Kiállítás
- 1942, Nemzeti Szalon (03.08-299) Emlékkiállítás
- 1943, Nemzeti Szalon (?)
- 1962, Magyar Nemzeti Galéria
- 1963, Varsó, Prága, Kassa
- 2008, Debrecen
- 2009, Északi kanonoksor, Esztergom

## Társasági tagság
- 1923: Magyar Rézkarcoló Művészek Egyesülete
- 1928: Szinyei Merse Pál Társaság
- 1934: Amerikai-Magyar Művészeti Akadémia

## Díjai, elismerései
- 1926, Szinyei Merse Pál Társaság grafikai díja
- 1928, Szinyei Merse Pál Társaság nagydíja
- 1932, Páduai Egyházművészeti Kiállítás, aranyérem
- 1933, Állami kis aranyérem
- 1936, Párizsi világkiállítás, Grand Prix díj
- 1936, Bécsi Magyar Kiállítás, Vindobona érem
- 1936, Chicagoi Modern Muzeum of Art, F. Blair Prize kitüntetés
- 1939, Corvin-koszorú
- 1940, III. velencei biennále, nagydíj

## Néhány jelentős műve
- 1931 – Szeged: Dömötör-torony keresztelőkápolnája
- 1933 – Jászszentandrás: római katolikus templom freskói
- 1936 – Szeged: Hősök kapuja
- 1937 – a párizsi világkiállítás pannói (Székesfehérvár: Csók István Képtár)
- 1938 – a Városmajori Jézus szíve plébániatemplom mennyezetfreskók és szentélyfalak alumínium-pannói
- 1938 – Pannonhalma: emlékkápolna: al secco falkép
- 1939 – a székesfehérvári Nemzeti Emlékhely Szent István-mauzóleuma: nagyméretű történelmi seccó
- 1940 – Csorna: Római katolikus templom faliképei
- 1940 – a székesfehérvári városháza főlépcsőjének falfestményei

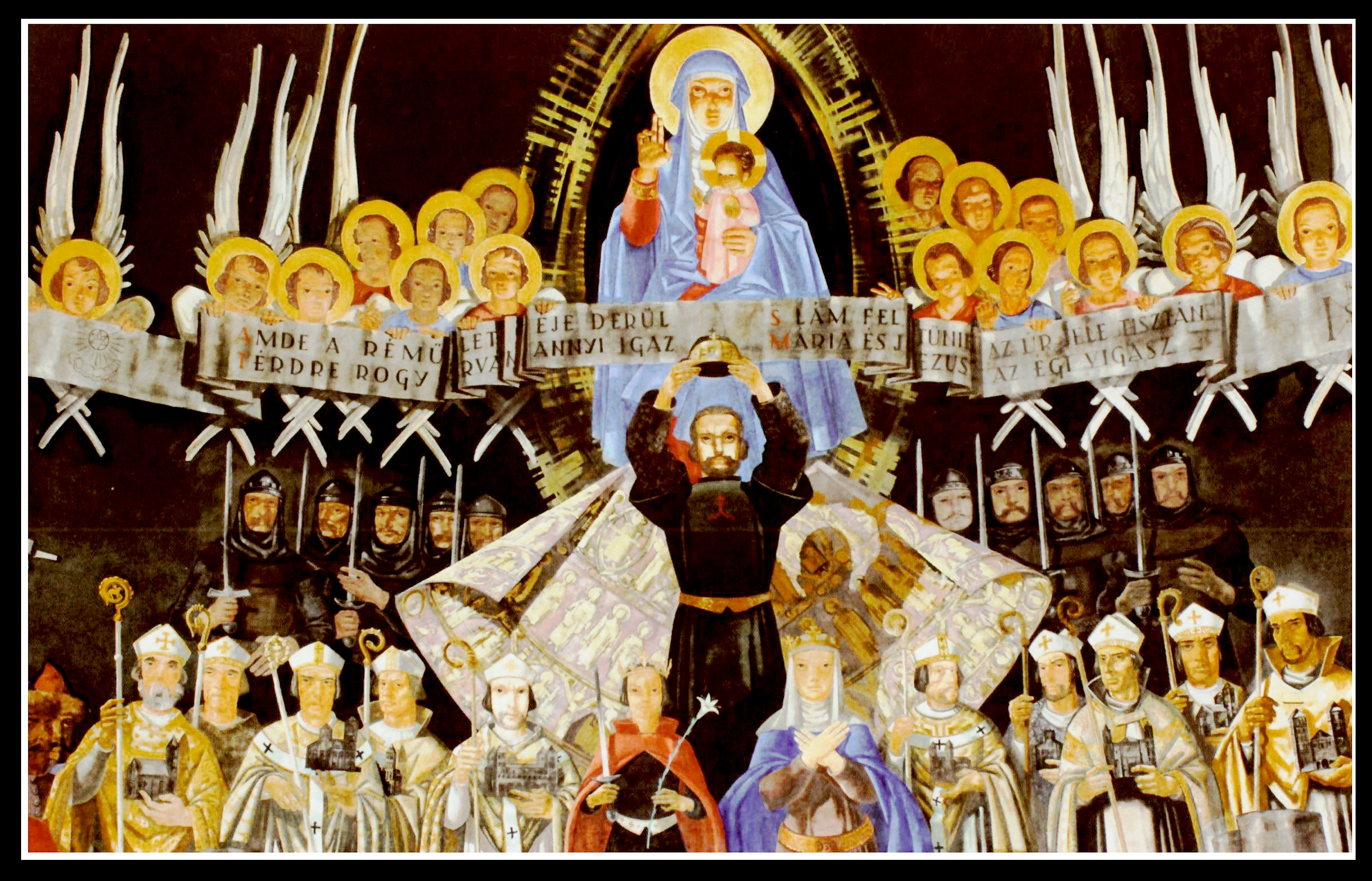
Aba-Novák Vilmos: Al secco (Pannonhalma, 1938)

### Részletek a párizsi pannókból (Csók István Képtár, Székesfehérvár)

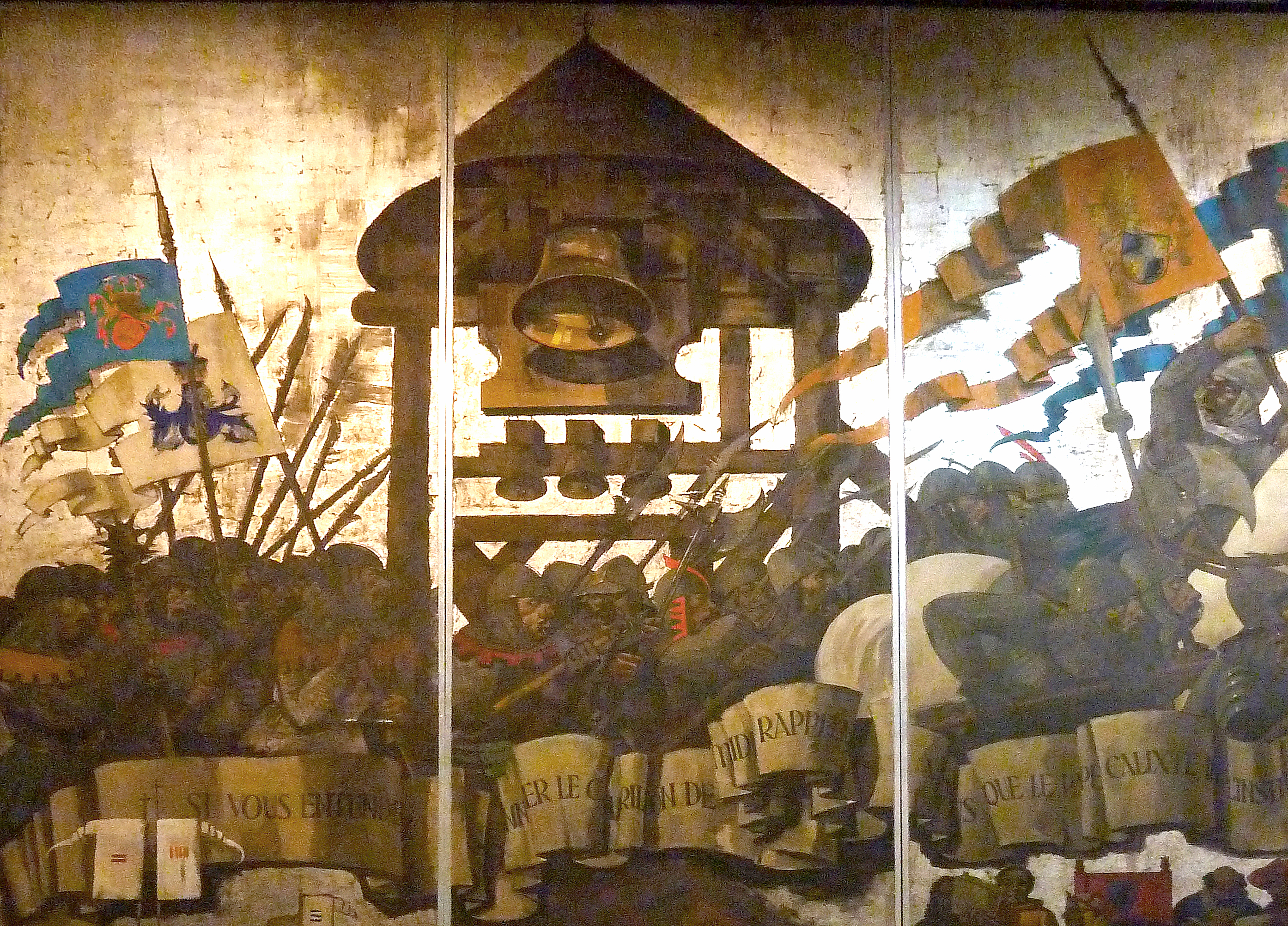
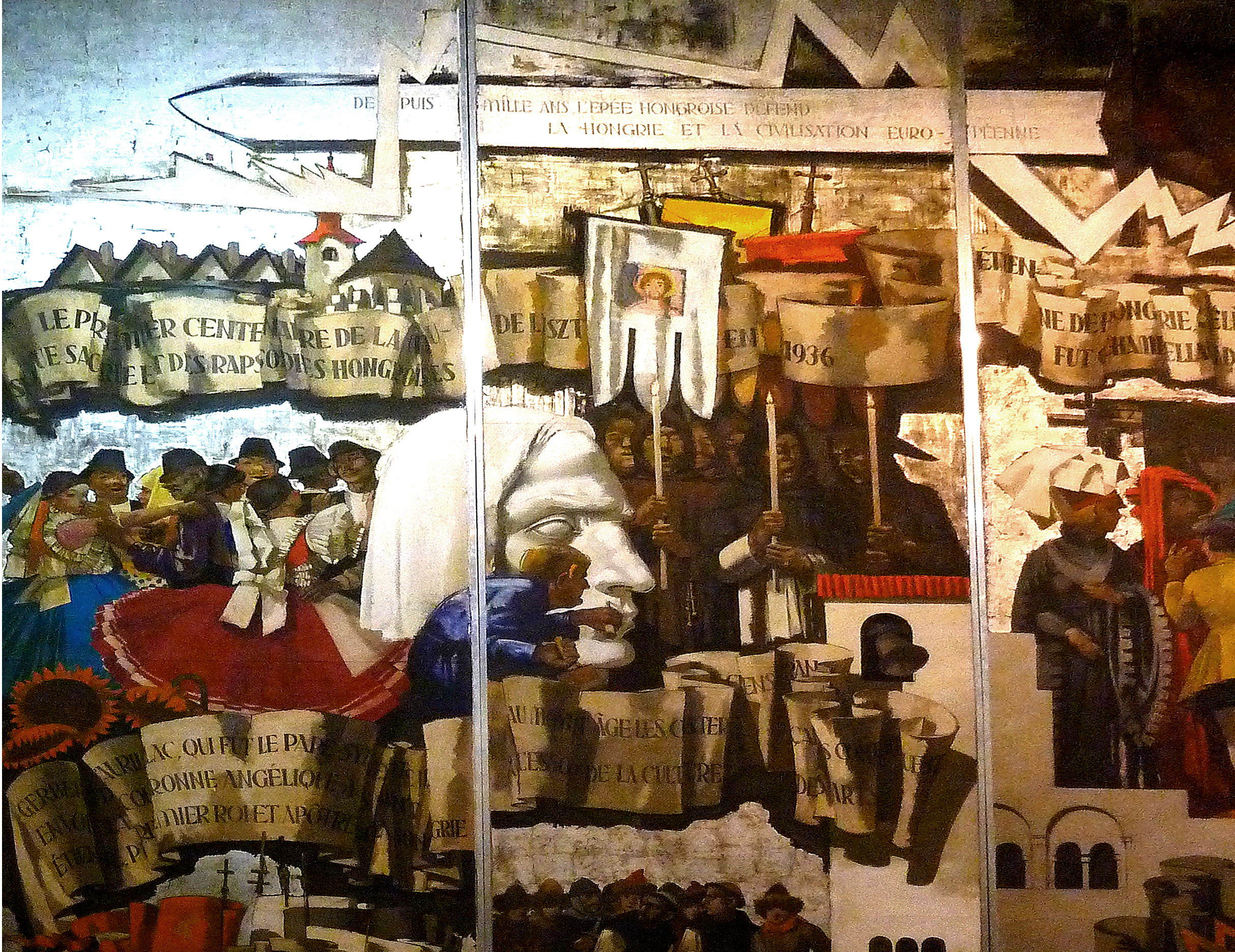
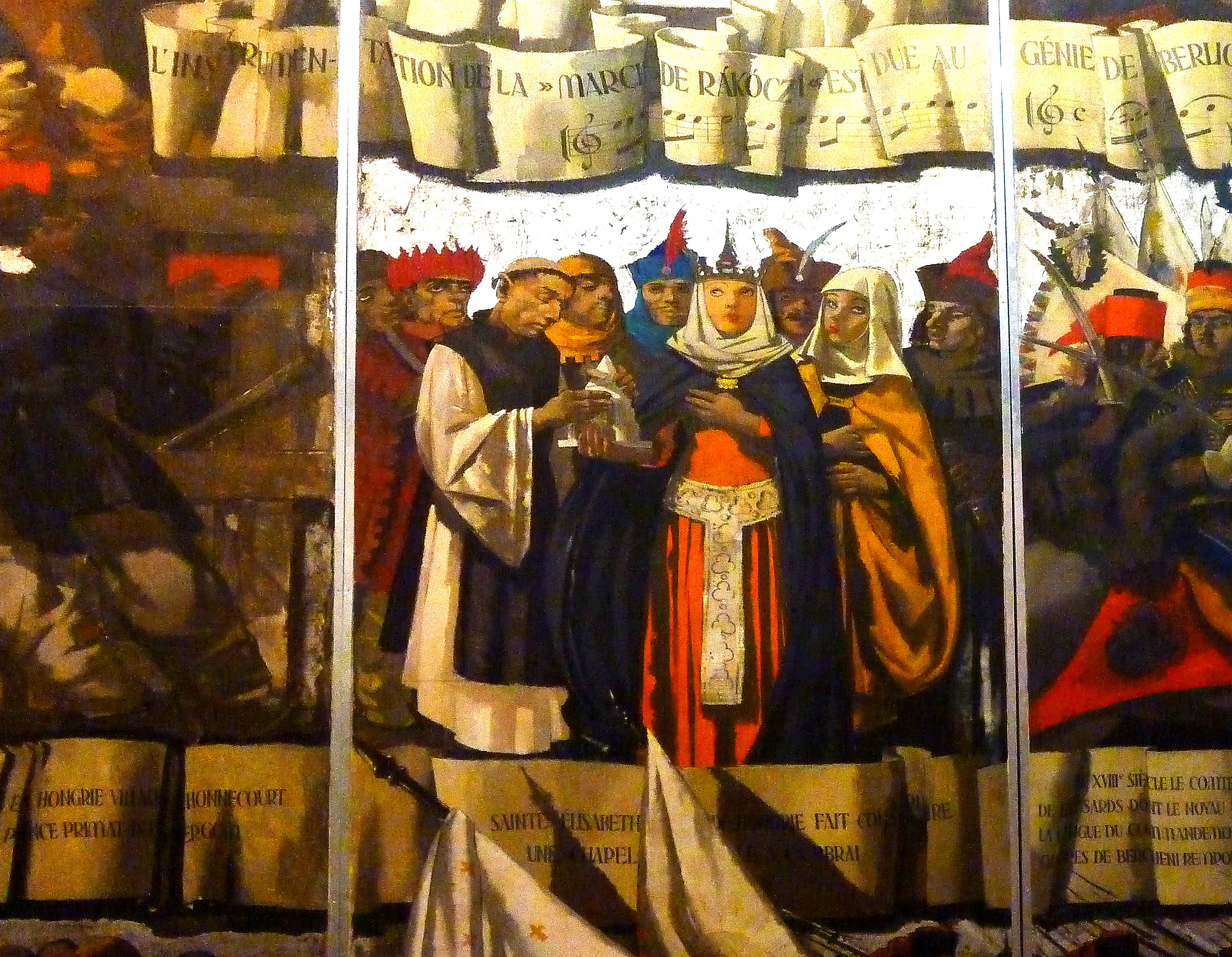
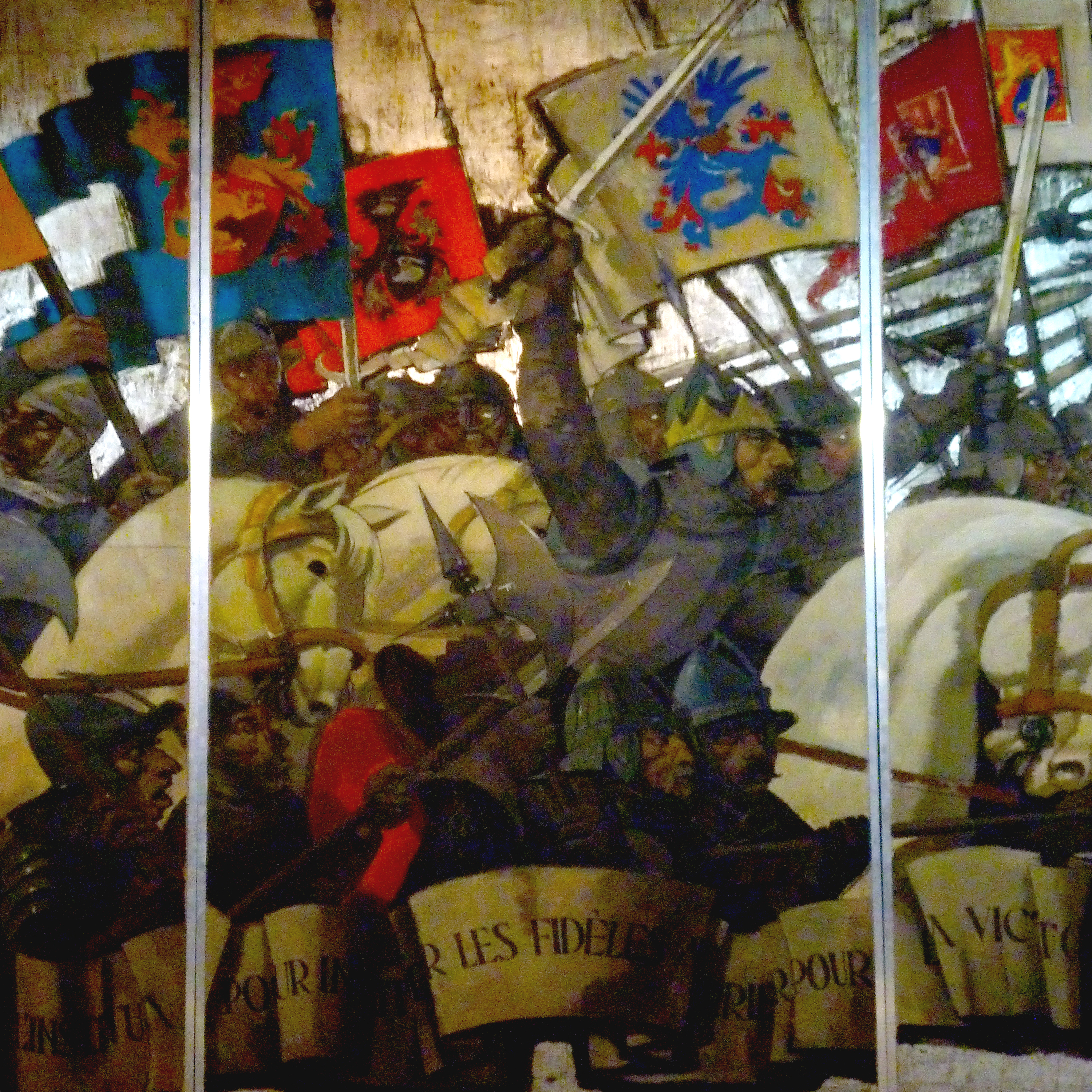
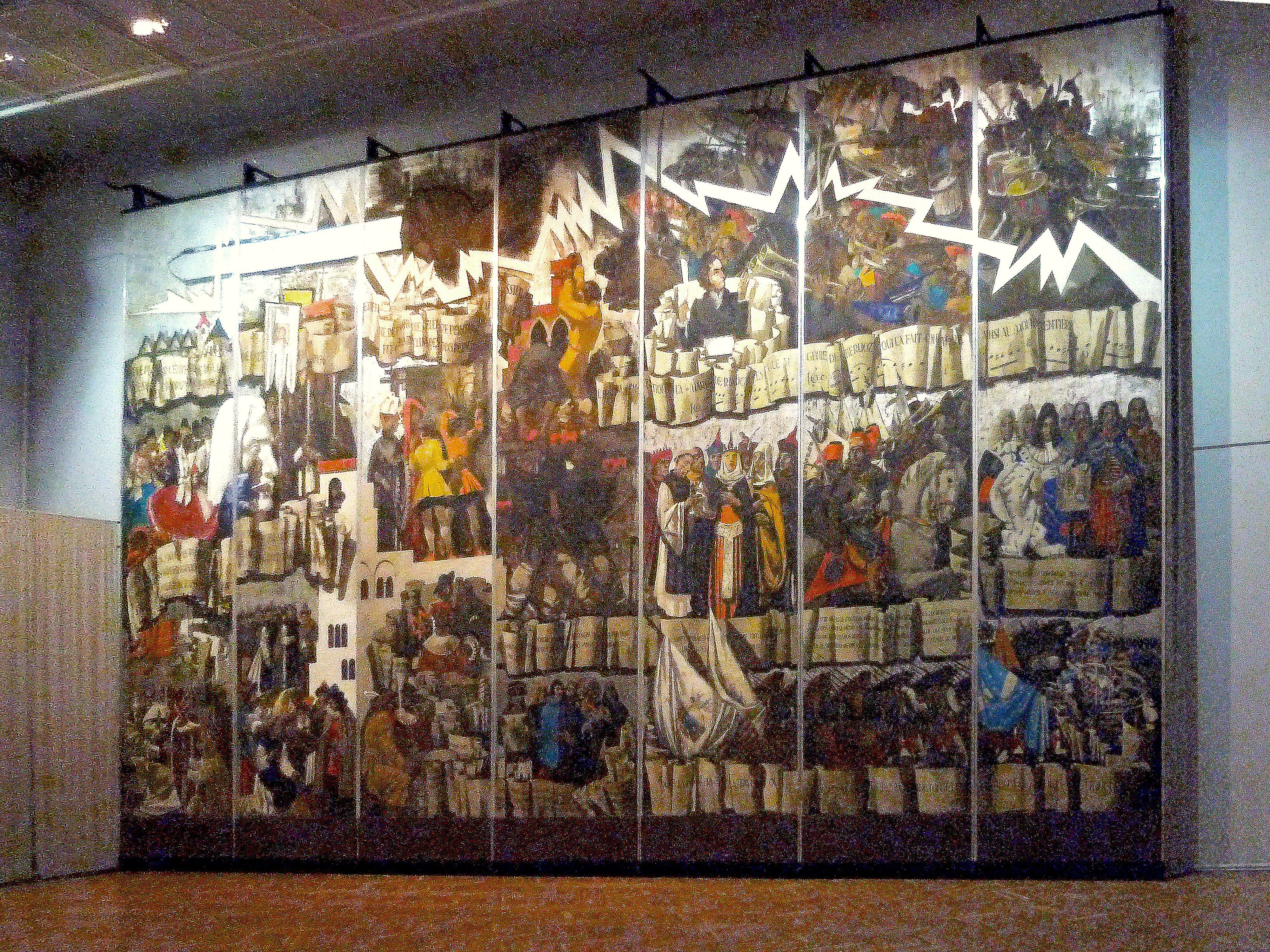

### A székesfehérvári városháza főépületének első emeleti falképei

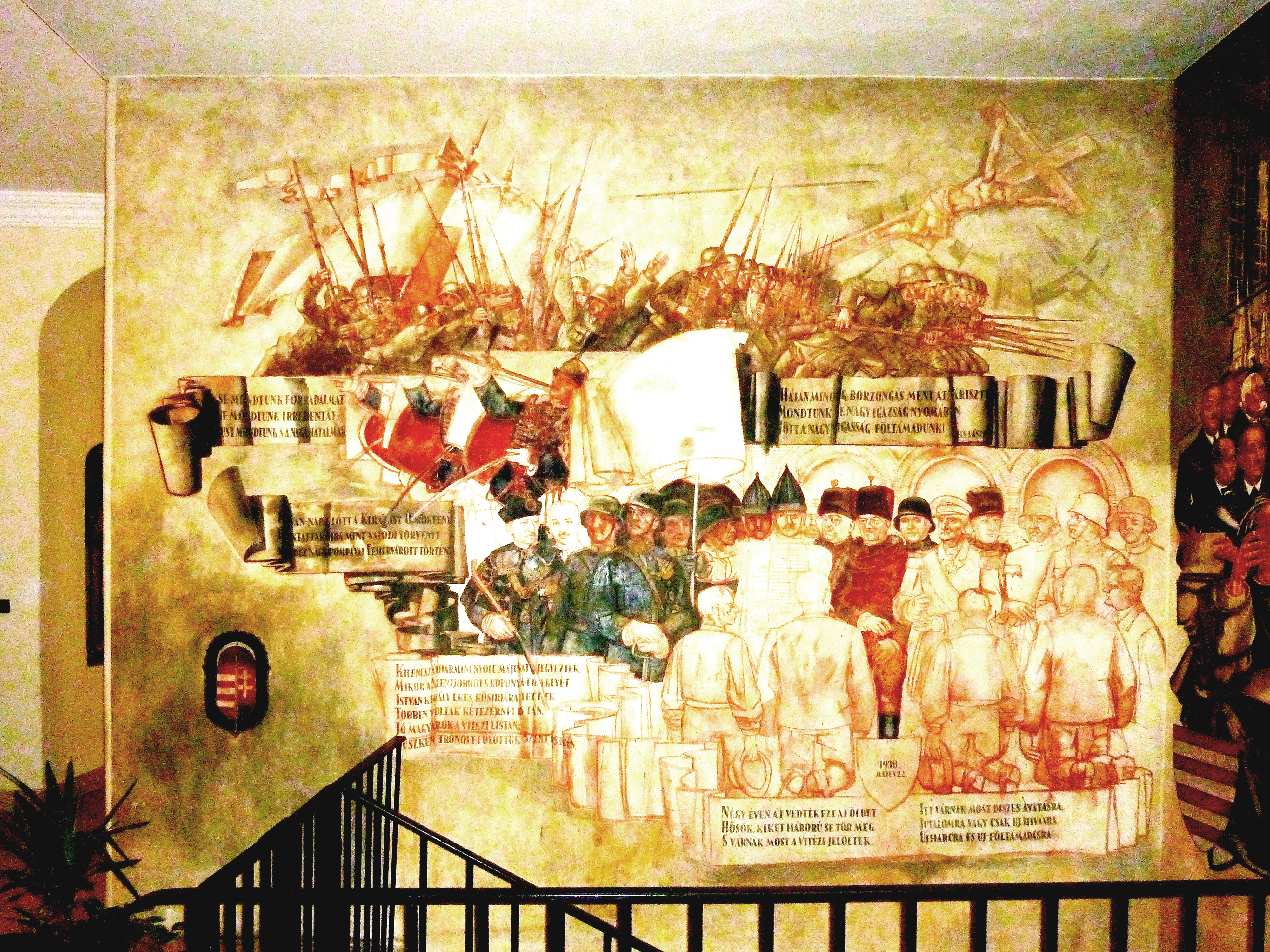
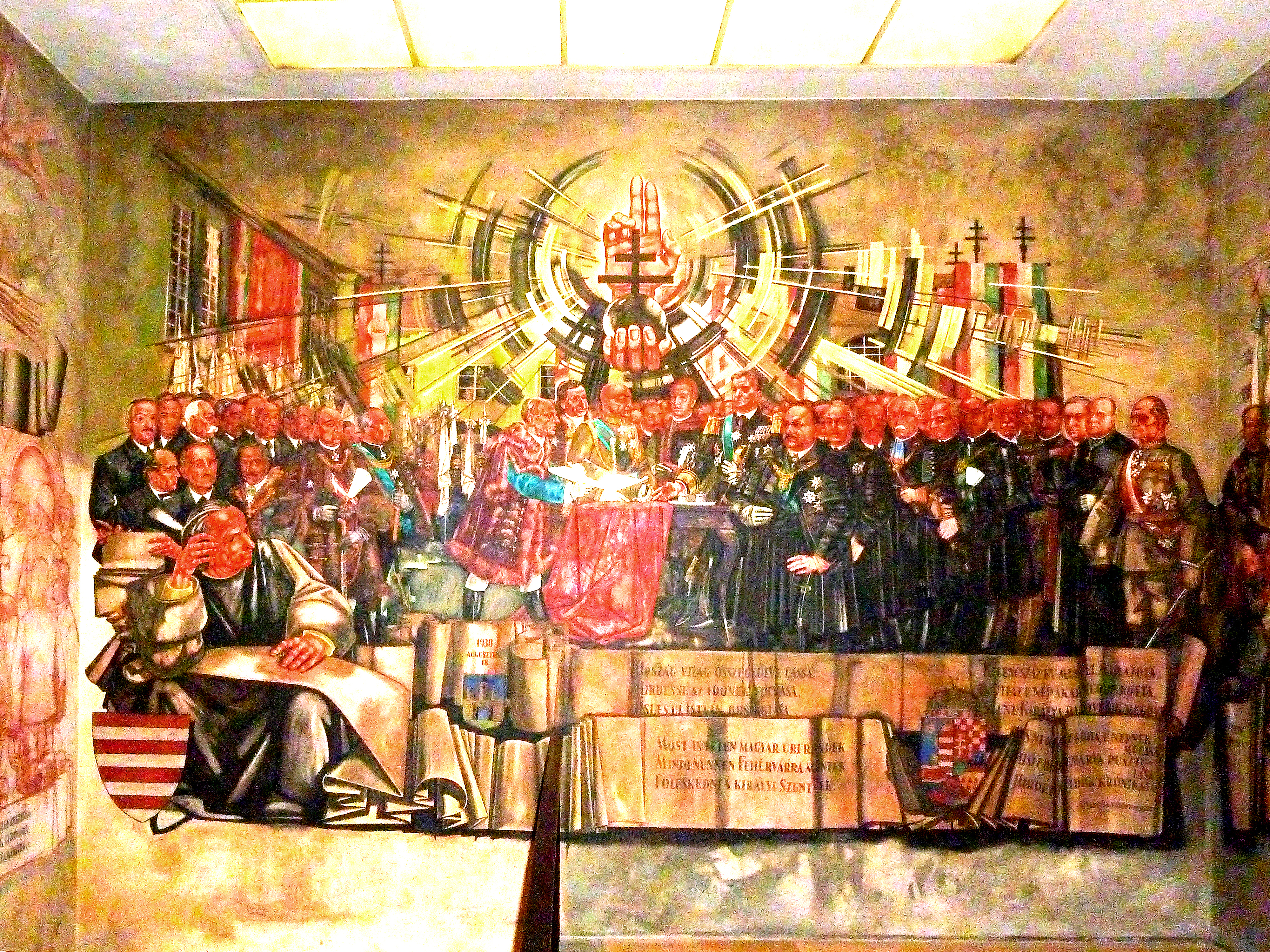
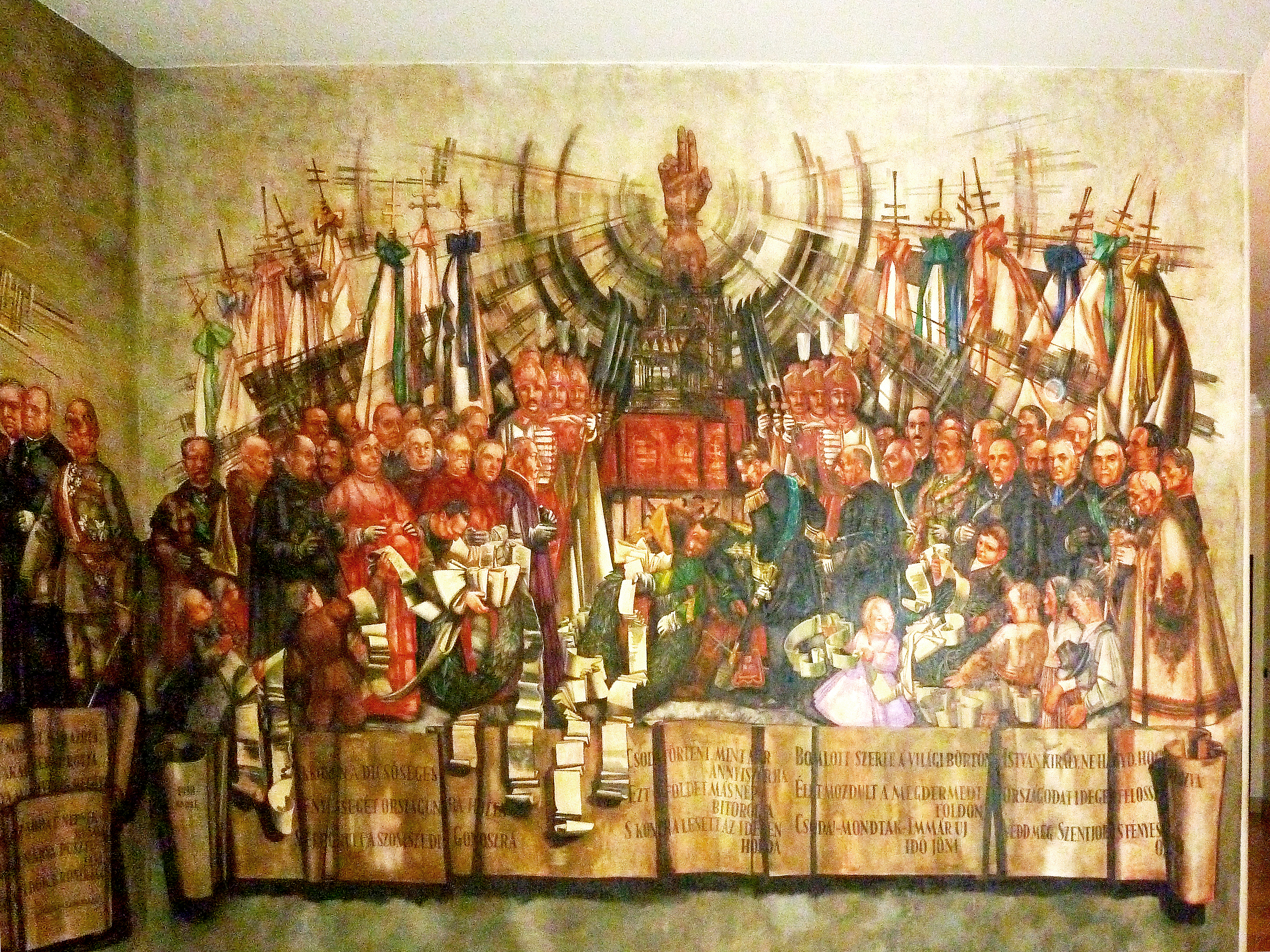

### A székesfehérváriSzent István-mauzóleumnagy méretű szekkója

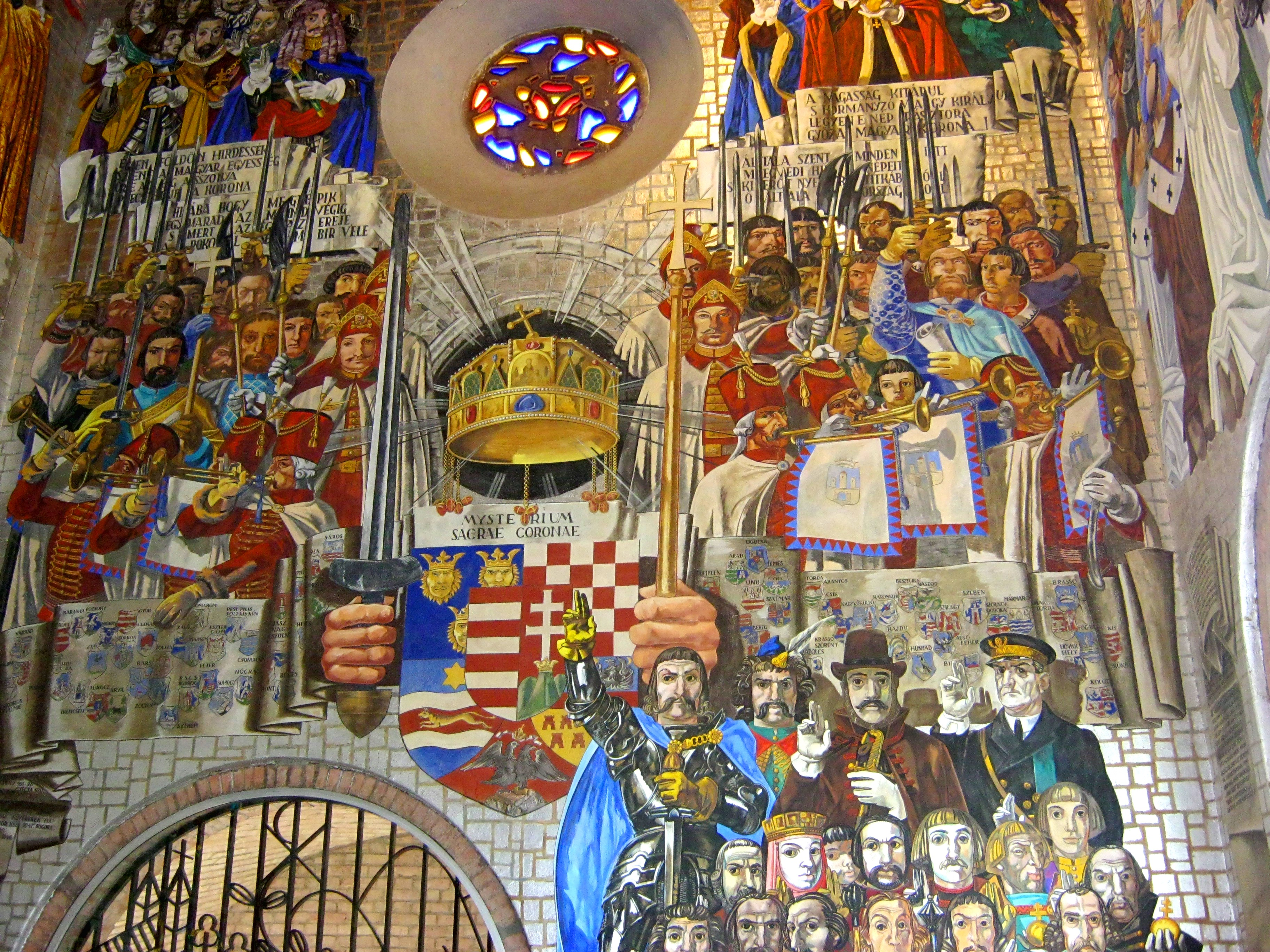

A 130 négyzetméteres történelmi szekkó témája a Szent Korona és a Szent Jobb története, Vajk megkeresztelése, Szent István koronázása, a magyar történelem kiemelkedő alakjai, királyai.
Tisza István és Horthy Miklós, Károlyi Mihály és Kádár János megítélésekor ma is indulatok csapnak össze, és hiába születik róluk akár a legalaposabb, minden elfogultságtól mentes életrajz, monográfia, nem fogja meggyőzni azokat, akiknek nagyon jó vagy nagyon rossz véleményük van ezekről a személyekről.